# Parmelia signifera
Parmelia signifera är en lavart som beskrevs av Nyl. Parmelia signifera ingår i släktet Parmelia och familjen Parmeliaceae.   Inga underarter finns listade i Catalogue of Life.